# بولونيوم-210
البولونيوم 210 ( 210Po ، Po-210، تاريخيا الراديوم F) هو نظير البولونيوم. يخضع لتحلل ألفا إلى206 Pb مستقر بنصف عمر يبلغ 138.376 يومًا (حوالي41⁄2 شهرًا، وهو أطول عمر نصف لجميع نظائر البولونيوم الطبيعية ( 210–218 Po). عرف لأول مرة في عام 1898، ويمثل أيضًا اكتشاف عنصر البولونيوم، ويتكون البولونيوم 210 في سلسلة اضمحلال اليورانيوم 238 والراديوم 226 ‏ . يعد البولونيوم 210 ملوثًا بارزًا في البيئة، ويؤثر بشكل رئيسي على المأكولات البحرية والتبغ . وتعود سميتها الشديدة إلى النشاط الإشعاعي المكثف، والذي يرجع في الغالب إلى جسيمات ألفا، والتي تسبب بسهولة أضرارًا إشعاعية، بما في ذلك السرطان في الأنسجة المحيطة. النشاط المحدد لـ 210Po هو 166 TBq/g، أي 1.66 × 10 14 Bq/g. في الوقت نفسه، لا يمكن اكتشاف البولونيوم210 بسهولة بواسطة أجهزة الكشف الإشعاعية الشائعة، لأن أشعة جاما الخاصة به تحتوي على طاقة منخفضة للغاية. لذلك، 210Po يمكن اعتبار 210Po بمثابة باعث ألفا شبه نقي.

## تاريخ
اكتشفت ماري وبيير كوري في عام 1898 مادة مشعة للغاية في البيتشبلند، واعتبراها عنصرًا جديدًا؛ وكانت واحدة من أول العناصر المشعة التي تم اكتشافها. وبعد أن تم التعرف عليه، أطلقوا على العنصر اسم البولونيوم نسبة إلى موطن ماري، بولندا. اكتشف ويلي ماركوالد ‏ نشاطًا إشعاعيًا مشابهًا في عام 1902 وأطلق عليه اسم التيلوريوم المشع، وفي نفس الوقت تقريبًا، حدد إرنست رذرفورد نفس النشاط في تحليله لسلسلة اضمحلال اليورانيوم وأطلق عليه اسم الراديوم F (كان في الأصل الراديوم E ). بحلول عام 1905، خلص رذرفورد إلى أن كل هذه الملاحظات كانت بسبب نفس المادة، وهي 210 Po. أدت الاكتشافات الإضافية ومفهوم النظائر، الذي اقترحه فريدريك سودي لأول مرة في عام 1913، إلى وضع البولونيوم 210 كخطوة ما قبل الأخيرة في سلسلة اليورانيوم.
دُرس 210 بو كمحفز نيوتروني محتمل في الأسلحة النووية في عام 1943، كجزء من مشروع دايتون ‏. في العقود اللاحقة، أدت المخاوف بشأن سلامة العمال الذين يتعاملون مع البولونيوم 210 إلى إجراء دراسات موسعة حول آثاره الصحية.
في الخمسينيات من القرن العشرين، استكشف علماء لجنة الطاقة الذرية الأمريكية في مختبرات ماوند ‏ بولاية أوهايو إمكانية استخدام البولونيوم 210 في مولدات حرارية كهربائية تعمل بالنظائر المشعة (RTGs) كمصدر للحرارة لتشغيل الأقمار الصناعية. تم تطوير بطارية ذرية بقوة 2.5 واط باستخدام البولونيوم 210 بحلول عام 1958. ومع ذلك، تم اختيار نظير البلوتونيوم 238 ‏ بدلاً من ذلك، لأنه يتمتع بنصف عمر أطول يبلغ 87.7 سنوات.
استُخدم البولونيوم 210 لقتل المنشق الروسي وضابط جهاز الأمن الفيدرالي الروسي السابق ألكسندر ف. ليتفينينكو في عام 2006، ويُشتبه في أنه السبب المحتمل لوفاة ياسر عرفات، بعد استخراج جثته وتحليلها في عامي 2012 و2013. وربما تم استخدام النظائر المشعة أيضًا لقتل يوري شكوتشيخين ‏، وليشا إسلاموف، ورومان تسيبوف ‏.

## خصائص الاضمحلال
210 Po هو باعث ألفا له عمر نصف يبلغ 138.376 يومًا؛ يتحلل مباشرة إلى 206 Pb المستقر. في أغلب الأحيان، يتحلل البولونيوم 210 عن طريق انبعاث جسيم ألفا فقط، وليس عن طريق انبعاث جسيم ألفا وأشعة جاما؛ حوالي واحد من كل 100000 تحلل ينتج عنه انبعاث أشعة جاما.
{\displaystyle \mathrm {^{210}_{\ 84}Po\ {\xrightarrow[{138.376\ d}]{}}\ _{\ 82}^{206}Pb\ +_{\ 2}^{\ 4}He} }
إن معدل إنتاج أشعة جاما المنخفض هذا يجعل من الصعب العثور على هذا النظير وتحديده. بدلاً من التحليل الطيفي لأشعة جاما، فإن التحليل الطيفي لأشعة ألفا هو أفضل طريقة لقياس هذا النظير.
نظرًا لنصف عمره الأقصر كثيرًا، فإن مليجرامًا واحدًا من البولونيوم 210 ينبعث منه عدد من جسيمات ألفا في الثانية يعادل 5 جرام من 226 را . يصدر عدد قليل من الكوريات من 210 بو توهجًا أزرق اللون ناتجًا عن إثارة الهواء المحيط.
يتواجد البولونيوم 210 بكميات ضئيلة في الطبيعة، حيث أنه النظير قبل الأخير في سلسلة اضمحلال سلسلة اليورانيوم . ينتج عن طريق تحلل بيتا من 210 Pb و 210 Bi.
تنتهي العملية الفيزيائية الفلكية بتحلل البولونيوم 210 ، حيث أن تدفق النيوترونات ‏ غير كافٍ لإحداث المزيد من التقاط النيوترونات في عمر البولونيوم 210 القصير. بدلاً من ذلك، يتحلل 210 Po ألفا إلى 206 Pb، الذي يلتقط بعد ذلك المزيد من النيوترونات ليصبح 210 Po ويكرر الدورة، وبالتالي يستهلك النيوترونات المتبقية. ويؤدي هذا إلى تراكم الرصاص والبيزموث، ويضمن إنتاج العناصر الأثقل مثل الثوريوم واليورانيوم فقط في عملية r الأسرع بكثير.

## إنتاج

### متعمد
على الرغم من وجود البولونيوم 210 بكميات ضئيلة في الطبيعة، إلا أنه ليس وفيرًا بما يكفي (0.1 جزء في المليار ) ليكون استخراجه من خام اليورانيوم ممكنًا. وبدلًا من ذلك، يتم إنتاج معظم البولونيوم 210 صناعيًا، من خلال القصف النيوتروني لـ 209Bi في مفاعل نووي. تقوم هذه العملية بتحويل 209 Bi إلى 210 Bi، والذي يتحلل بيتا إلى 210 Po بنصف عمر يبلغ خمسة أيام. من خلال هذه الطريقة، يتم الحصول على ما يقرب من 8 غرام (0.28 أونصة)يتم إنتاج 1000 من 210 Po في روسيا ويتم شحنها إلى الولايات المتحدة كل شهر للاستخدامات التجارية. من خلال تشعيع أملاح البزموت التي تحتوي على نوى عناصر خفيفة مثل البريليوم، يمكن أيضًا تحفيز تفاعل متتالي (α,n) لإنتاج 210Po بكميات كبيرة.

### المنتج الثانوي
إن إنتاج البولونيوم 210 هو أحد الجوانب السلبية للمفاعلات المبردة باستخدام إيتكتيك الرصاص والبيزموت ‏ بدلاً من الرصاص النقي. ومع ذلك، ونظراً للخصائص الأتكتيكية لهذا السبائك، فإن بعض تصميمات المفاعلات المقترحة من الجيل الرابع لا تزال تعتمد على الرصاص والبيزموث.

### التطبيقات
جرام واحد من البولونيوم 210 يولد 140 واط من الطاقة. نظرًا لأنه يصدر العديد من جسيمات ألفا ، والتي تتوقف على مسافة قصيرة جدًا في الوسائط الكثيفة وتطلق طاقتها، فقد تم استخدام البولونيوم 210 كمصدر حرارة خفيف الوزن لتشغيل الخلايا الحرارية الكهربائية في الأقمار الصناعية الاصطناعية . كما كان هناك مصدر حرارة 210 بو في كل من مركبات لونوخود المنتشرة على سطح القمر ، للحفاظ على مكوناتها الداخلية دافئة أثناء الليالي القمرية. تحتوي بعض الفرش المضادة للكهرباء الساكنة، والتي تستخدم لتحييد الكهرباء الساكنة على مواد مثل الأفلام الفوتوغرافية، على بضع ميكروكوري من البولونيوم 210 كمصدر للجسيمات المشحونة. كما تم استخدام البولونيوم 210 أيضًا في المبادرات الخاصة بالقنابل الذرية من خلال تفاعل (α,n) مع البريليوم . تستخدم مصادر النيوترونات الصغيرة المعتمدة على تفاعل (α,n) أيضًا البولونيوم عادةً كمصدر مناسب لجسيمات ألفا بسبب انبعاثات جاما المنخفضة نسبيًا (مما يسمح بالحماية السهلة) والنشاط النوعي العالي.

## المخاطر
يعتبر البولونيوم 210 سامًا للغاية؛ فهو ونظائر البولونيوم الأخرى من أكثر المواد المشعة سمية للإنسان. بما أن ميكروجرام واحد من البولونيوم 210 أكثر من كافٍ لقتل شخص بالغ متوسط، فهو أكثر سمية بمقدار 250 ألف مرة من سيانيد الهيدروجين من حيث الوزن. من المفترض أن جرام واحد من البولونيوم 210 سيكون كافياً لقتل 50 مليون شخص وإصابة 50 مليون آخرين بالمرض. وهذا نتيجة لإشعاعاتها المؤينة ألفا، حيث أن جسيمات ألفا ضارة بشكل خاص للأنسجة العضوية داخل الجسم. ومع ذلك، لا يشكل البولونيوم 210 خطرًا إشعاعيًا عندما يكون موجودًا خارج الجسم. لا تستطيع جسيمات ألفا التي تنتجها اختراق الطبقة الخارجية من خلايا الجلد الميتة.
إن سمية البولونيوم 210 تنبع بالكامل من نشاطه الإشعاعي. إنه ليس سامًا كيميائيًا في حد ذاته، لكن قابليته للذوبان في المحلول المائي وكذلك أملاحه يشكل خطرًا لأن انتشاره في جميع أنحاء الجسم يسهل في المحلول.  يتم تناول 210 Po في المقام الأول من خلال الهواء الملوث أو الطعام أو الماء، وكذلك من خلال الجروح المفتوحة. بمجرد دخوله الجسم، يتركز البولونيوم 210 في الأنسجة الرخوة (وخاصة في الجهاز الشبكي البطاني ) وفي مجرى الدم. يبلغ نصف عمره البيولوجي حوالي 50 يومًا.
يمكن أن يتراكم البولونيوم 210 في المأكولات البحرية في البيئة. اكتشف في العديد من الكائنات الحية في بحر البلطيق، حيث يمكن أن ينتشر في السلسلة الغذائية وبالتالي يلوثها. من المعروف أيضًا أن البولونيوم 210 يلوث النباتات، وينشأ في المقام الأول عن تحلل الرادون 222 ‏ الجوي وامتصاصه من التربة.
يرتبط 210Po بأوراق التبغ ويتركز فيها على وجه الخصوص. وثقت تركيزات مرتفعة من البولونيوم 210 في التبغ منذ وقت مبكر من عام 1964، وبالتالي وجد أن مدخني السجائر يتعرضون لجرعات أكبر بكثير من الإشعاع من البولونيوم 210 وعنصره الأصلي الرصاص 210. قد يتعرض المدخنون الشرهون لنفس الكمية من الإشعاع (تتراوح التقديرات من 100 إلى 1500). µSv إلى 160 mSv سنويًا) حيث كان الأفراد في بولندا من بين الذين سافروا من أوكرانيا بسبب تداعيات تشيرنوبيل. ونتيجة لذلك، فإن مادة 210 Po تكون أكثر خطورة عند استنشاقها من دخان السجائر.